# Màscara de soldadura
|  | No s'ha de confondre amb màscara de soldar. |

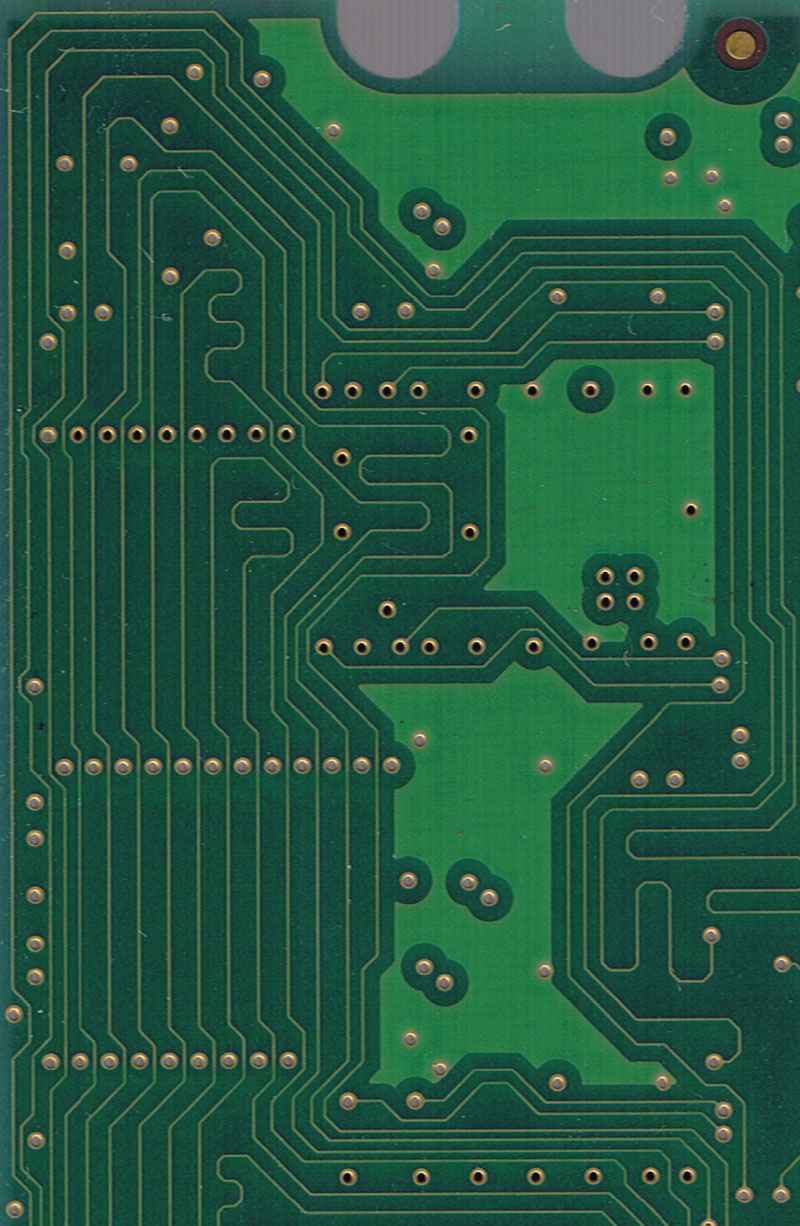
Fragment d'un circuit imprès on s'aprecia la coloració verda de la màscara de soldadura.

La màscara de soldadura és una capa de laca que reben les plaques de circuit imprès per protegir zones de la capa de coure on no es desitja aplicar pasta de soldadura en plaques amb tecnologia SMD o THT. Serveix per evitar l'aparició de curtcircuits i protegeix el coure de la corrosió i altres agents externs. Normalment inclou un tint que li dona una coloració verda; encara que també està disponible en altres colors com vermell o blau. La seva composició és a base d'una resina epoxi, l'aplicació es fa per serigrafia.

## Aplicació
La tinta resistent a la soldadura és utilitzada per imprimir circuits impresos, i emmascarar les zones on no haurà d'agafar l'aliatge usat per a la soldadura dels components electrònics, no es recomana per a un altre ús o com a tinta decorativa. El sistema d'impressió variarà d'acord amb el procés al que serà sotmesa la superfície a treballar, en el cas de circuits que estiguin recoberts per una capa de metall per deposició electrolítica, del tipus estany-plom la impressió serà el negatiu de la imatge, deixant només els lòbuls de soldadura al descobert i amb malles obertes per a una bona descàrrega, ja que en sotmetre aquestes plaques a la soldadura per "ona", la re-fusió del metall sota la tinta farà que aquesta "generi arrugues".